# Dolichos fragrans
Dolichos fragrans là một loài thực vật có hoa trong họ Đậu. Loài này được Kerr miêu tả khoa học đầu tiên.